# Pachyloides alticola
Pachyloides alticola is een hooiwagen uit de familie Gonyleptidae.